# 九個厝
九個厝，是台灣屏東縣滿州鄉、牡丹鄉交界地帶的一個傳統地域名稱，位於滿州鄉西北部、牡丹鄉西南半葉的東南部。相較於今日行政區，其範圍大致包括滿州鄉的長樂村西部，以及牡丹鄉的四林村東南大半部、高士村南端。
本地區境內主要聚落為九個厝、虎頭、四林、長樂、檳榔、八瑤，設有高士國小牡林分校。

## 歷史
台灣日治初期，九個厝地區為一街庄，稱為「九個厝庄」（舊制街庄），隸屬於治平里。該庄昔日北與蕃地為鄰，東與九棚庄、響林庄為鄰，南邊為蚊蟀庄、射麻裡庄，西南邊為網紗庄，西邊為保力庄。
1901年（日治明治三十四年）11月11日，全台廢縣廳改設二十廳，該庄隸屬於恆春廳。1904年（明治三十七年）5月1日，該庄編入「蚊蟀區」，隸屬於恆春廳。1909年（明治四十二年）10月25日，全台合併二十廳為十二廳，蚊蟀區改隸屬於阿緱廳。1920年（大正九年）10月1日，全台地方制度大改正，廢十二廳改設五州二廳，該庄改制為「九個厝」大字，隸屬於高雄州恆春郡滿州庄（新制街庄）。
戰後滿州庄改制為滿州鄉，隸屬於高雄縣，大字亦改制為村。1950年（民國39年）10月1日，高、屏分治，滿州鄉改隸屬於屏東縣。
相較於今日行政區，本地區的範圍大致包括滿州鄉的長樂村西部，以及牡丹鄉的四林村東南大半部、高士村南端。

## 聚落
本地區發展較早的聚落為九個厝、四林格（已消失）、八瑤（已遷移），在日治期初期的官方地圖上已有記載。此外，本地區尚有虎頭、四林、長樂、檳榔等聚落。

## 交通
縣道200號是恆春至港仔的道路，經過本地區東北部暨檳榔、八瑤等聚落。由該道路西行（大方向，當地先前南行）可前往滿州鄉滿州市區、恆春鎮，並止於網紗地區的省道台26線路口；東行可前往九棚地區，並止於港仔聚落旁的省道台26線港仔至旭海路段起點路口。
鄉道屏156線是保力至長樂的道路，經過本地區的虎頭、四林、長樂等聚落。
鄉道屏172線是茄芝路至分水嶺的道路，其東側端點（終點）位於本地區東北端的縣道200號路口。

## 學校
牡丹鄉
- 高士國小牡林分校